# United States Army Criminal Investigation Command
Das United States Army Criminal Investigation Command (USACIDC, gängige Abkürzung: CID) ist die Militärstrafverfolgungsbehörde der United States Army, der die Criminal Investigation Divisions (CID) unterstehen. Dies ist möglich, da in den Vereinigten Staaten Soldaten einem besonderen Militärgesetz, dem Uniform Code of Military Justice (UCMJ), unterliegen. Das USACIDC ist ein Kommando auf Divisionsebene und untersteht als Direct Reporting Unit (dt. „direkt unterstellte Einheit“) nicht einem der Hauptkommandos der US Army, sondern dem United States Army Provost Marshal General, der direkt dem Chief of Staff of the Army untersteht.

## Auftrag

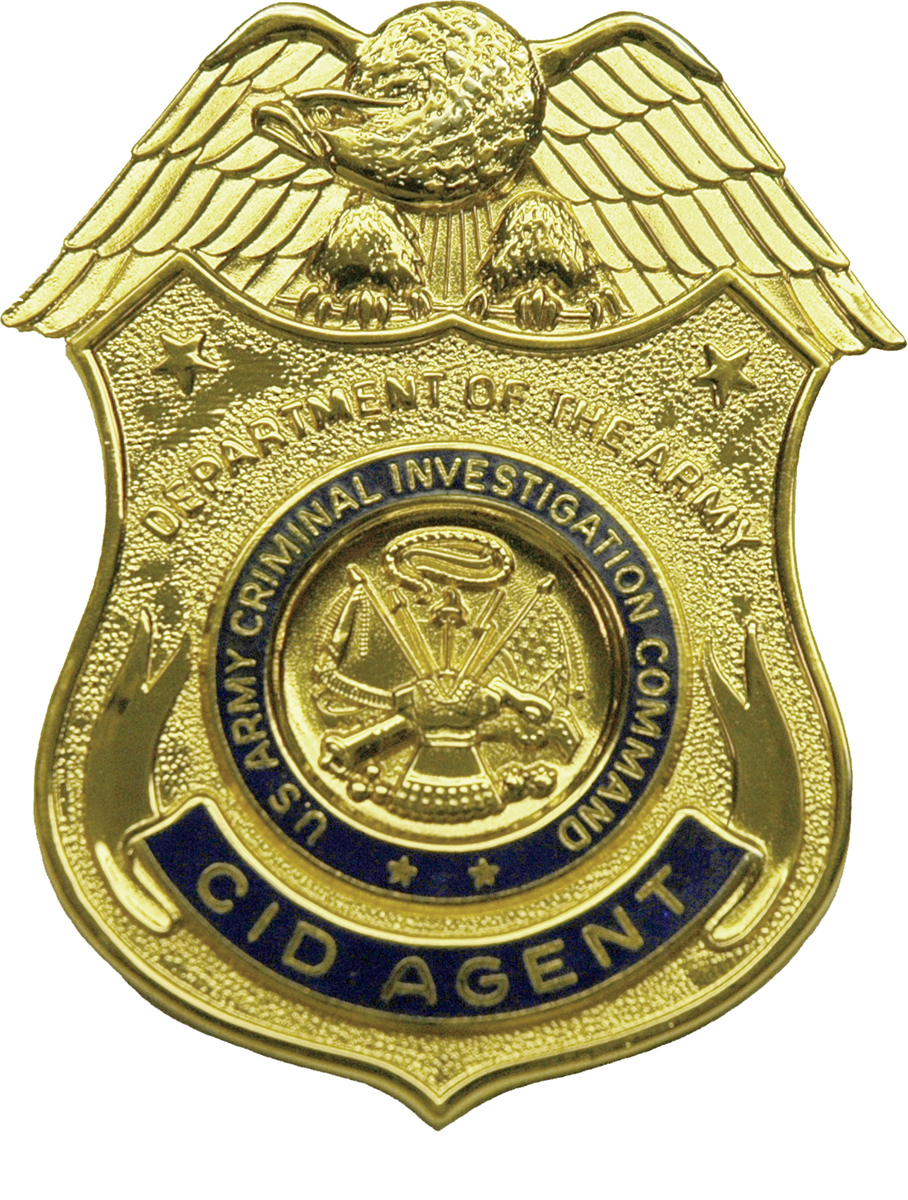
CID-Kriminaldienstmarke

Das US Army Criminal Investigation Command (CIC), die Kommandoebene der Criminal Investigation Divisions, wurde als Hauptkommando der United States Army konzipiert, um auf allen Ebenen unabhängig ermitteln zu können. CID-Agenten ermitteln alle Fakten eines Kriminaldeliktes innerhalb der United States Army, bringen sie in eine logische Struktur und übergeben sie dann dem Kommandeur der Einheit, in der ermittelt wurde, oder direkt einem Staatsanwalt. Der Kommandeur entscheidet dann, als Disziplinarvorgesetzter, wie weiter mit dem Fall verfahren wird und empfiehlt gegebenenfalls die Überstellung an ein Militärgericht bzw. an das Judge Advocate General’s Corps der United States Army.
Der Kommandeur des USACIDC untersteht direkt dem Chief of Staff of the Army und dem Secretary of the Army. Dies bedeutet, dass die Agenten bzw. Ermittler der CIDs den Status als Bundesagenten haben und daher in Fachfragen außerhalb der Befehlshierarchie der United States Army stehen. Diese Voraussetzungen gewährleisten eine Autonomie, die nötig ist, um bei Kriminaldelikten ermitteln zu können.
Die Hauptermittlungsfelder der CIDs sind Morde, Sexualdelikte, Drogenkriminalität, bewaffnete Überfälle, Computerstraftaten und Kriegsverbrechen. CID-Agenten unterstützen auch die Anti-Terrorermittlungen mit z. B. straftatrelevanten Informationen für die Nachrichtendienste. Sie sind ebenso eingesetzt für den Schutz von Einsatzkräften und Basen, für forensische Laborarbeit und den Schutz der Führung der United States Army.

## Zuständigkeit
Der CID ist in der Regel zuständig für Ermittlungen bei allen armeebezogenen Straftaten, die mit einem Freiheitsentzug von mehr als einem Jahr bewehrt sind. Bei Freiheitsstrafen von einem Jahr oder weniger ist die United States Army Military Police zuständig.

## Organisation
- Hauptquartier des USACIDC

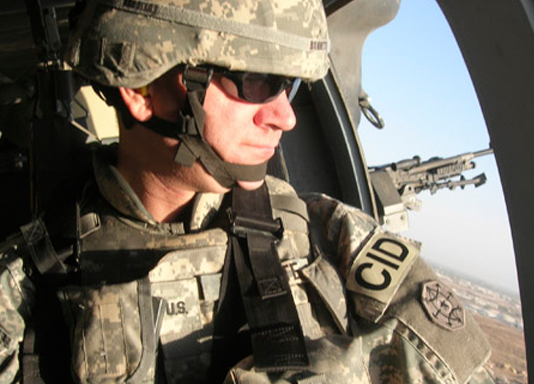
Angehöriger des CID im Dienst

  - Kriminallabor, Fort Gillem (Georgia), 3rd Military Police Group
  - U.S. Army Crime Records Center – CRC (Kriminalaktenarchiv), Fort Belvoir (Virginia)[2]
  - 3. Militärpolizeigruppe – 3rd Military Police Group (MP), Fort Gillem in Forest Park, Georgia[3]
    - 10. MP-Bataillon (CID), Fort Bragg (North Carolina)
    - Fort Benning Distrikt, Fort Benning (Georgia)
    - 31. MP-Bataillon (CID), Fort Campbell (Kentucky)
    - Washington Distrikt, Fort Meyer (Virginia)

  - 202. Militärpolizeigruppe – 202nd Military Police Group, Stem-Kaserne, Seckenheim (Deutschland)[4]
    - 5. MP-Bataillon (CID), Kaiserslautern (Deutschland)
    - Bamberg CID-Bataillon, Bamberg (Deutschland)

  - 6. Militärpolizeigruppe – 6th Military Police Group, Fort Lewis (Washington state)[5]
    - 11. MP-Bataillon (CID), Fort Hood (Texas)
    - 22. MP-Bataillon (CID), Fort Lewis (Washington)
    - Fort Riley CID Bataillon, Fort Riley (Kansas)
    - 19. MP-Bataillon (CID), Seoul (Südkorea)
    - Hawaii Field Office, Schofield Barracks (Hawaii)

  - 701. Militärpolizeigruppe – 701st Military Police Group, Fort Belvoir (Virginia)[6]
    - Major Procurement Fraud Unit, Fort Belvoir (Virginia)
    - Protective Services Unit, Fort Belvoir (Virginia)
    - Field Investigative Unit, Fort Belvoir (Virginia)
      - Computer Crime Investigative Unit, Fort Belvoir (Virginia), zuständig für militärisch relevante Internetkriminalität

## Geschichte

### Entstehung

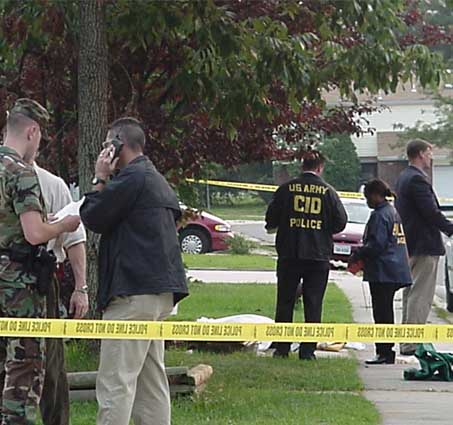
Tatortarbeit durch Angehörige des CID

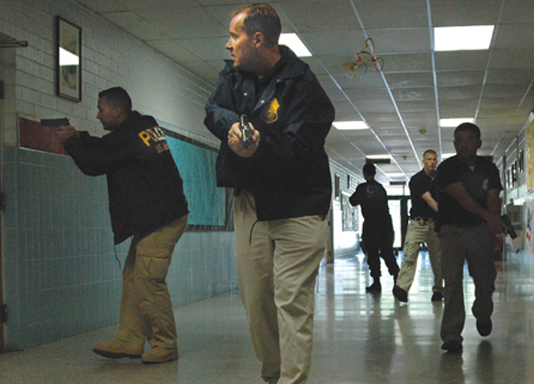
Agenten des CID bei einer Übung

Während des Amerikanischen Bürgerkriegs verabschiedete der US-Kongress den enrollment act, welcher eine Art Wehrpflicht einführte, um die Unionsarmee der Nordstaaten mit genügend Wehrpflichtigen zu versorgen. Weil dieses Gesetz zu Aufständen und Protesten führte, entschied der US-Kriegsminister Stanton, dass eine Polizeitruppe erforderlich wurde, um das neue Gesetz durchzusetzen. Daher wurde im März 1863 das Provost Marshal General's Bureau (dt. etwa: Büro des Leitenden Polizeichefgenerals) gegründet. Dieses war zuständig für die Durchsetzung des Wehrpflichtgesetzes und um Deserteure zu verhaften.
Während des Krieges wurden Ermittlungen von Kriminaldelikten in der Army, wie Diebstahl der Soldkasse oder Mord, von privaten Ermittlungsagenturen, wie der Pinkerton Detective Agency, durchgeführt. Major Allan Pinkerton wurde dann von Major General McClellan bevollmächtigt, die erste Criminal Investigation Division aufzubauen.
Nach dem Amerikanischen Bürgerkrieg blieb das Provost Marshal General's Bureau bis zum Einmarsch US-amerikanischer Truppen in Frankreich (1917) während des Ersten Weltkriegs, größtenteils unverändert erhalten.
Als die Zahl der US-amerikanischen Soldaten in Frankreich stieg, wurde auch eine höhere Anzahl von Polizeikräften notwendig. Im Oktober 1917 wurde das Military Police Corps (MP Corps) geschaffen. Aus diesem Korps entstand die heutige Militärpolizei. Obwohl das MP Corps, mit seinen uniformierten Polizeikräften während des Ersten Weltkriegs, seiner Rolle gerecht wurde, stieg die Kriminalitätsrate dennoch an, daher wurde eine Abteilung für Ermittlungsarbeiten benötigt.
Im November 1918 befahl General John Pershing, dass der Provost Marshal General der US-amerikanischen Expeditionstruppen eine Criminal Investigation Division innerhalb des MP Corps aufstellen sollte, um Straftaten im US-amerikanisch besetzten Gebiet aufzudecken und zu verhindern. Der CID war ein Divisionskommandeur vorgesetzt, der als Berater des Provost Marshal General in administrativen und technischen Belangen fungierte. Das operative Kommando blieb jedoch bei den einzelnen Leitenden Polizeidirektoren („Provost Marshals“). Es gab somit keine zentrale Kontrolle der Ermittlungsanstrengungen innerhalb der CID. Die einzelnen Ermittler waren schlecht ausgebildet und unerfahren, denn sie wurden aus den Reihen des jeweiligen Militärpoizeikommandos rekrutiert. In dieser Phase war die CID für die Ermittlung von Straftaten von Soldaten der Streitkräfte der Vereinigten Staaten und Straftaten von anderen auf die Alliierten Streitkräfte verantwortlich.
Zwischen dem Ersten und Zweiten Weltkrieg wurde das Personal der United States Army stark reduziert, daher wurde auch eine Ermittlungsbehörde nicht mehr gebraucht.
Nach dem Kriegseintritt der Vereinigten Staaten im Dezember 1941 veränderte sich die United States Army rapide zu einer Streitkraft in Millionengröße. Da die United States Army eine eigene Gesellschaft war und diese nun stark anwuchs, war auch wieder die Notwendigkeit für eine Art von Strafverfolgungsbehörde gegeben.
1942 wurde die Ermittlung von Straftaten, die von Militärangehörigen begangen wurden, als Aufgabe des Kommandeurs der jeweiligen Einheit in Form der Militärpolizeieinheiten angesehen. Daher war der Kommandeur der entsprechenden Einheit dafür verantwortlich, dass bei Straftaten Ermittlungen angestrengt wurden. Als die United States Army aber immer größer wurden, stieg auch die Kriminalitätsrate wieder an. Die Kommandeure hatten so weder das Personal noch die Mittel, um adäquate Ermittlungen durchzuführen. Daher wurde das Büro des Provost Marshal General im Dezember 1943 ermächtigt die beaufsichtigende Stabsstelle für alle Straftatermittlungen zu sein. Zwei Monate später, im Januar 1944, wurde die Criminal Investigation Division of The Provost Marshal General's Office gegründet. Sie war verantwortlich für alle Straftatermittlungen, die Koordination von Ermittlungen zwischen einzelnen Kommandos und die Ausarbeitung von Protokollen und Richtlinien für die Ermittler.
Nach dem Zweiten Weltkrieg wurde die CID ein Hauptkommando. Während der 1950er Jahre wurde das Ermittlungspersonal jedoch dezentralisiert und den einzelnen regionalen Kommandos zugeordnet. Während der Provost Marshal General also noch das Kommando über alle Straftatermittlungen hatte, wurden die Ermittler von niederer Ebene, nämlich von den einzelnen Kommandos der United States Army, kommandiert.
Eine Studie des US-Verteidigungsministeriums namens „Project Security Shield“ von 1964 ergab jedoch, dass alle Ermittlungsanstrengungen zentralisiert werden mussten, um effizienter und weltweit zu funktionieren.
1965 unternahm die United States Army erste Schritte in Richtung Zentralisierung der CID-Elemente. Die einzelnen Kommandos wurden in CID-Brigaden (CID groups – hier ist eine Brigade/Gruppe gemeint, die aus sechs bis acht Bataillonen besteht) unterteilt, die dem regionalen United States Army-Kommando unterstanden. Im darauf folgenden Jahr wurde dieses Konzept auch bei den US-Truppen in Europa und dem Fernen Osten umgesetzt.
Dieses Brigadenkonzept löste jedoch die Probleme nicht vollständig, so wurde 1969 auf Befehl des Generalstabschefs der United States Army die US Army Criminal Investigation Agency geschaffen und unter den direkten Befehl des Provost Marshal General gestellt. Dieses Kommando überwachte alle CID-Operationen. Die Agency hatte aber keine Befehlsgewalt, sondern war nur geschaffen worden, um Vorschriften zu erarbeiten.
Im März 1971 befahl der US-Verteidigungsminister Melvin Laird dem Secretary of the Army Stanley R. Resor eine CID-Kommandobehörde zu gründen. Daher wurde im September des gleichen Jahres das US Army Criminal Investigation Command geschaffen und als Hauptkommando angesiedelt. Es wurde mit der Befehlsgewalt über alle Straftatermittlungen und CID-Ressourcen ausgestattet, so stellte man die zentrale Kontrolle und die Kommunikation mit den zivilen Regierungen anderer Länder sicher.

### Heute
Das Hauptquartier des USACIDC ist in Fort Belvoir (Virginia). Am 29. Oktober 2003 wurde nach 29 Jahren die Position des Provost Marshal General (dt. etwa „General der Militärpolizeitruppe“) wiederbesetzt. Den Posten übernahm Donald J. Ryder, der während des Irak-Krieges 2003 auch im Abu-Ghuraib-Folterskandal ermittelte.
Derzeitiger Kommandeur des USACIDC (United States Army Provost Marshal General and Commander of the United States Army Criminal Investigation Command) ist seit dem 28. September 2011 Major General David E. Quantock. Ihm unterstehen weltweit ca. 2.000 Soldaten und zivile Angestellte sowie ca. 900 Spezialagenten (special agents); diese Agenten sind in der Regel Warrant Officer.
Das Motto des USACIDC lautet „Do what has to be done“ (deutsch: „Tun, was getan werden muss“).

## In den Medien
In der seit 2003 produzierten US-amerikanische Fernsehserie Navy CIS spielte der CID in einigen Episoden eine gewisse Rolle, in Gestalt von Army Lt. Col. Hollis Mann dargestellt von der Schauspielerin Susanna Thompson.
Außerdem ermittelt der CID auch in dem Film Wehrlos – Die Tochter des Generals (1999) im Mordfall eines weiblichen Captains. Die ermittelnden Warrant Officers werden von John Travolta und Madeleine Stowe dargestellt.